# Mycetophila flabellifera
Mycetophila flabellifera är en tvåvingeart som beskrevs av Freeman 1951. Mycetophila flabellifera ingår i släktet Mycetophila och familjen svampmyggor. Inga underarter finns listade i Catalogue of Life.